# 本丘基夫卡
49°28′55″N 38°38′43″E / 49.48194°N 38.64528°E
本丘基夫卡（烏克蘭語：Бунчуківка）是位於烏克蘭東部的村莊，由盧甘斯克州斯瓦托韋區的比洛庫拉基內市鎮負責管轄。該村始建於1600年，面積1.88平方公里，海拔高度123米，2001年人口413，人口密度每平方公里219.8人。